# Initiative populaire « Pour une économie durable et fondée sur une gestion efficiente des ressources »
L'initiative populaire « Pour une économie durable et fondée sur une gestion efficiente des ressources » est une initiative populaire fédérale suisse, rejetée par le peuple et les cantons le 25 septembre 2016.

## Contenu
L’initiative demande que la Confédération, les cantons et les communes « prennent des mesures permettant à l’économie d’utiliser efficacement les ressources et de ménager l’environnement autant que possible. » Le projet propose également que le pays réduise sa consommation des ressources de manière que d'ici à 2050 sa population, extrapolée au niveau mondial, ne dépasse pas un équivalent planète.

### Votation
Le 25 septembre 2016, l’initiative populaire « Pour une économie durable et fondée sur une gestion efficiente des ressources » est rejetée par 63,6 % des voix contre 36,4 % et par 25 cantons sur 26
| Choix                  | Votes     | %     | Cantons | Cantons | Cantons |  |
| Choix                  | Votes     | %     | E       | D       | Total   |  |
| ---------------------- | --------- | ----- | ------- | ------- | ------- |  |
| Pour                   | 819 770   | 36,43 | 1       | 0       | 1,0     |  |
| Contre                 | 1 430 273 | 63,57 | 19      | 6       | 22,0    |  |
|                        |           |       |         |         |         |  |
| Votes valides          | 2 250 043 | 98,19 |         |         |         |  |
| Votes blancs           | 34 746    | 1,52  |         |         |         |  |
| Votes invalides        | 6 681     | 0,29  |         |         |         |  |
| Total                  | 2 291 470 | 100   | 20      | 6       | 23      |  |
| Abstention             | 3 037 713 | 57,00 |         |         |         |  |
| Inscrits/Participation | 5 329 183 | 43,00 |         |         |         |  |